# Le Démon de la Tour Eiffel
Le Démon de la Tour Eiffel, deuxième volume des Aventures Extraordinaires d'Adèle Blanc-Sec, est une bande dessinée en couleurs de Jacques Tardi publiée chez Casterman en 1976 et faisant directement suite à l'album intitulé Adèle et la Bête.
Ce récit a par ailleurs bénéficié d'une édition « de poche » chez Librio en 2001.

## Résumé
Paris, le 12 décembre 1911. Adèle Blanc-Sec accepte d'accompagner le détective Simon Flageolet dans sa quête d'une statuette représentant le démon assyrien Pazuzu. Mais ils ne sont pas les seuls à s'intéresser à cet objet : du musée du Louvre à la tour Eiffel, leur chemin va croiser celui d'une secte aux funestes desseins et de nombreux protagonistes des premières aventures de la jeune femme.

## Personnages (par ordre d'apparition ou d'évocation)
- Adèle Blanc-Sec
- l'inspecteur Léonce Caponi
- Edith Rabatjoie
- Lucien Ripol
- Albert
- Joseph
- Simon Flageolet
- le banquier Mignonneau
- Jules-Émile Peissonier
- Robert Poussin
- Clara Benhardt
- Josef Montevideo
- l'antiquaire
- le « gosse »
- Antoine Artaud
- « Pazuzu »
- le commissaire principal Dugommier
- le Tarbosaurus
- le professeur Ménard
- Robert Espérandieu
- les infirmiers en psychiatrie
- Antoine Zborowsky
- Justin de St Hubert

## Commentaires
Tout comme Adèle et la Bête, il s'agit là d'un hommage explicite au roman-feuilleton dont cette bande dessinée reprend les codes sur un mode résolument parodique. 
La dernière page de cet album annonce le tome suivant : Le Savant fou.